# Rinascenza macedone

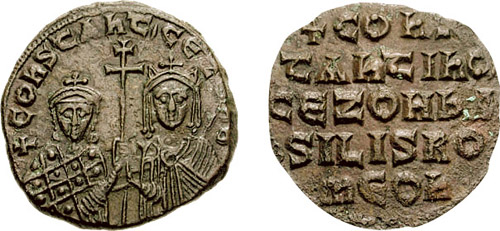
L'imperatore Costantino VII e la madre Zoe.

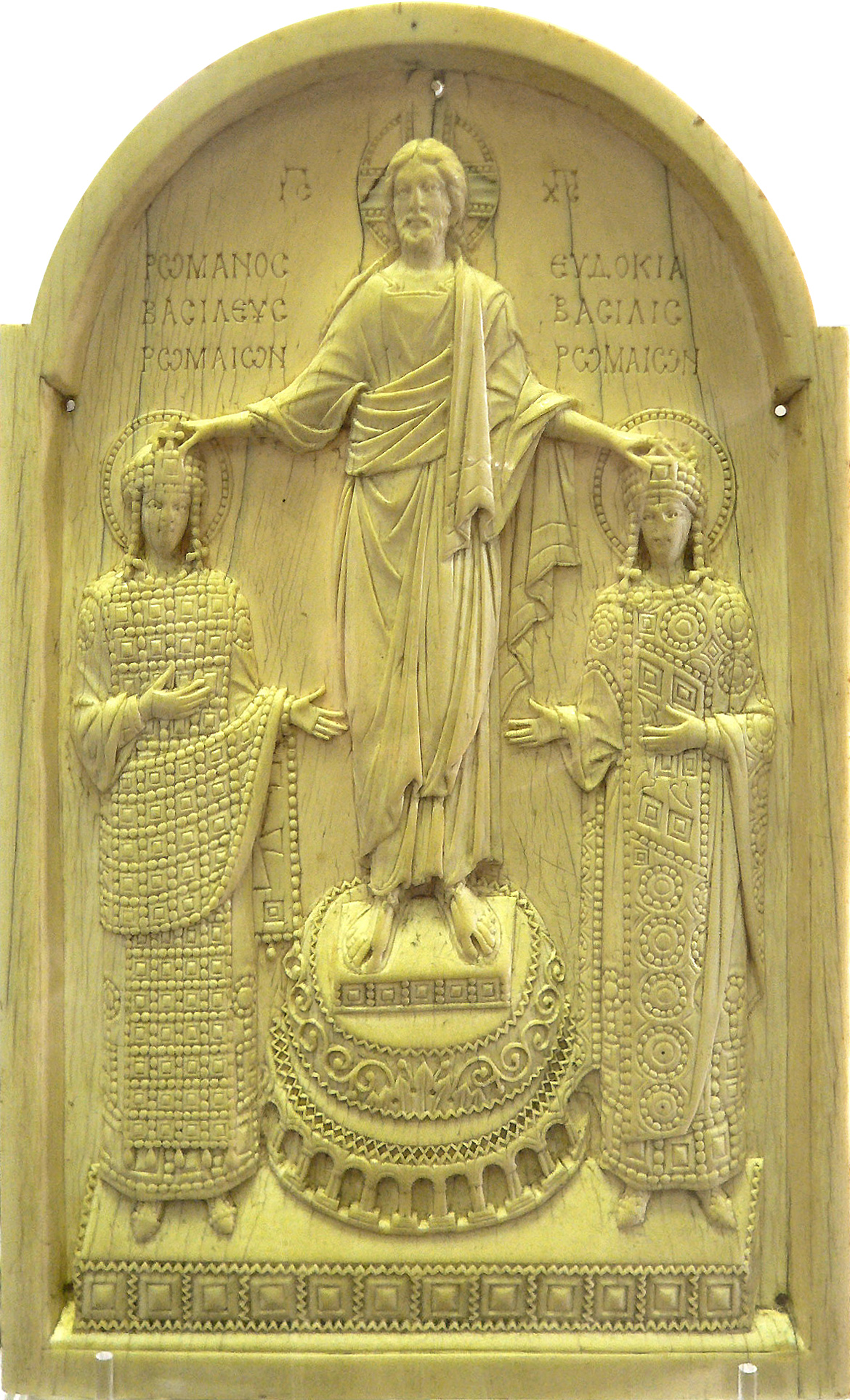
L'imperatore Romano e Eudosia.

Per Rinascenza macedone (IX-XI secolo), si intende quel periodo storico durante il quale nell'Impero bizantino, guidato dalla nuova dinastia macedone, si rinnovò l'interesse verso la scienza e la letteratura classiche, e in ambito figurativo, verso i modi espressivi dell'arte ellenistica.
L'epoca si caratterizzò per una vivacità e floridezza complessive le quali, culminate dal punto di vista politico nella vittoria di Basilio II il Bulgaroctono (976-1025) contro i Bulgari, si protrassero e si accrebbero ulteriormente nel seguente periodo comneno (XII secolo).
Sotto l'aspetto culturale si verificò uno sviluppo ante litteram dello spirito enciclopedico, che si materializzò nella stesura di grandi raccolte del pensiero dei secoli precedenti, come i Geoponica, in cui, anche senza grande originalità, venne riassunto tutto il sapere in materia di agronomia. Molto significativa è l'attribuzione dell'opera allo stesso imperatore Costantino VII Porfirogenito (912-959).